# Sameera Reddy
Sameera Reddy (समीरा रेड्डी, ur. 8 września 1982 w Rajamandri w stanie Andhra Pradesh) – mówiąca w języku telugu bollywoodzka aktorka, znana z roli w filmie Musafir. Uczyła się klasycznego tańca indyjskiego.

## Filmografia
- Maine Dil Tujhko Diya (2002) Ayesha Verma
- Darna Mana Hai (2003) Shruti
- Musafir (2004) Sam
- Plan (2004) Sapna
- Kalpurush (2005) Supriya
- Jai Chiranjeeva (2005) (telugu) Sailu
- Narasimhudu (2005) (telugu)
- Ashok (2006) (telugu) Anjali
- Benaam (2006) (filming)
- Naksha (2006) Riya
- Taxi Number 9211 (2006) Rupali
- Fool and Final (2007) Payal
- Wyścig (2008)
- Ami, Yasin Ar Amar Madhubala  (2007) Rekha
- One Two Three (2008)
- Vaaranam Aayiram (2008) (tamilski film)
- Aegan (2009) (tamilski film)